# Thomas Jane
Thomas Jane (tên khai sinh: Thomas Elliott III; sinh ngày 22 tháng 2 năm 1969) là nam diễn viên người Mỹ. Ông được biết đến qua các phim điện ảnh như: The Mist (2007), 1922 (2017) và The Predator (2018).

## Đóng phim
Ông miêu tả vai trò của một cảnh vệ chống anh hùng nham hiểm trong bộ phim The Punisher cùng với John Travolta. Ông cũng xuất hiện trên Hưng và The Mist.
Ông đồng sáng lập một công ty giải trí được gọi là hãng phim RAW, có bộ phận phát hành Bad Planet cuốn sách truyện tranh..

## Thời trẻ
Ông đóng một vai nhỏ trong bộ phim Boogie Nigh

## Cuộc sống gia đình
Ông kết hôn với nữ diễn viên Patricia Arquette vào năm 2006, và họ đã có một con gái tên là Harlow với nhau. Họ ly dị vào năm 2011. Ông được trước đây đã kết hôn với nữ diễn viên Aysha Hauer.